# خيذيان (السدة)

تعديل مصدري - تعديل

خيذيان هي إحدى قرى عزلة الأعماس بمديرية السدة التابعة لمحافظة إب، بلغ تعداد سكانها 226 نسمة حسب تعداد اليمن لعام 2004.